# 赵家村东无铭阙
赵家村东无铭阙（又称趙家坪第一無銘闕、趙家坪北側無名闕）位於四川省达州市渠县土溪镇汉阙村。現僅存東闕，子闕及頂部皆失。闕身為一整塊石刻成，上端稍銳，高3.69米。闕身正面浮雕一展翅朱雀，左向。右側浮雕一含綬四爪龍，綬上系蒲璧懸於枋上。上面疊石三層；第一層四角各雕一力士，作彎腰荷重狀。第二層四角浮雕人物鳥獸，其後刻一人作射獵狀。第三層頂部雕刻人獸諸物，惜已風化難辨。無銘文痕跡，可能原無銘刻。陳明達先生認為按其形制和雕刻手法，在四川諸闕中應為年代最晚之作，可能是西晉所建。
1956年8月16日公佈為四川省第一批歷史及革命文物保護單位。1980年7月7日重新公佈為四川省第一批文物保護單位。2001年6月25日列為第五批全國重點文物保護單位，與馮煥闕、沈府君闕合併，并称渠縣漢闕。

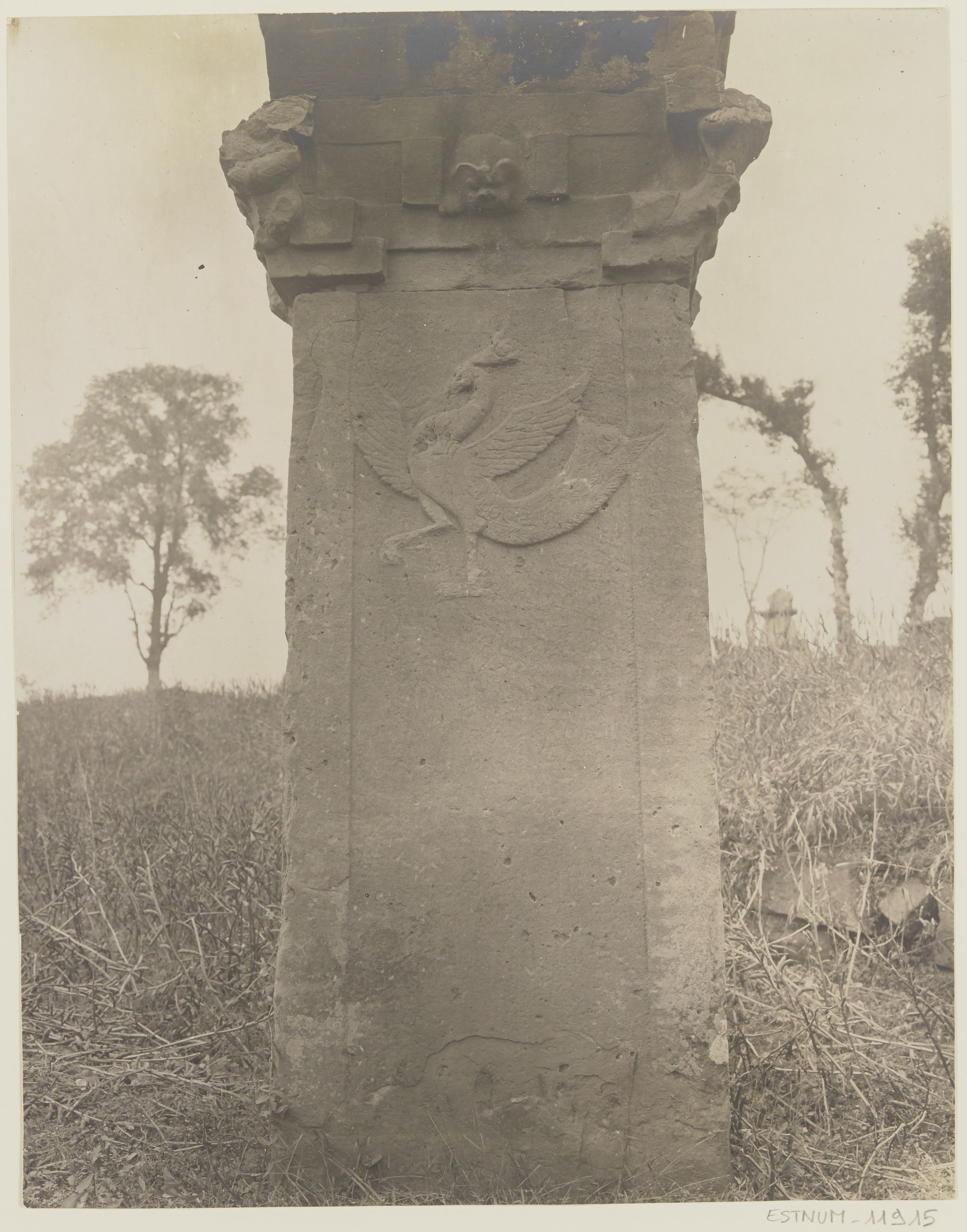
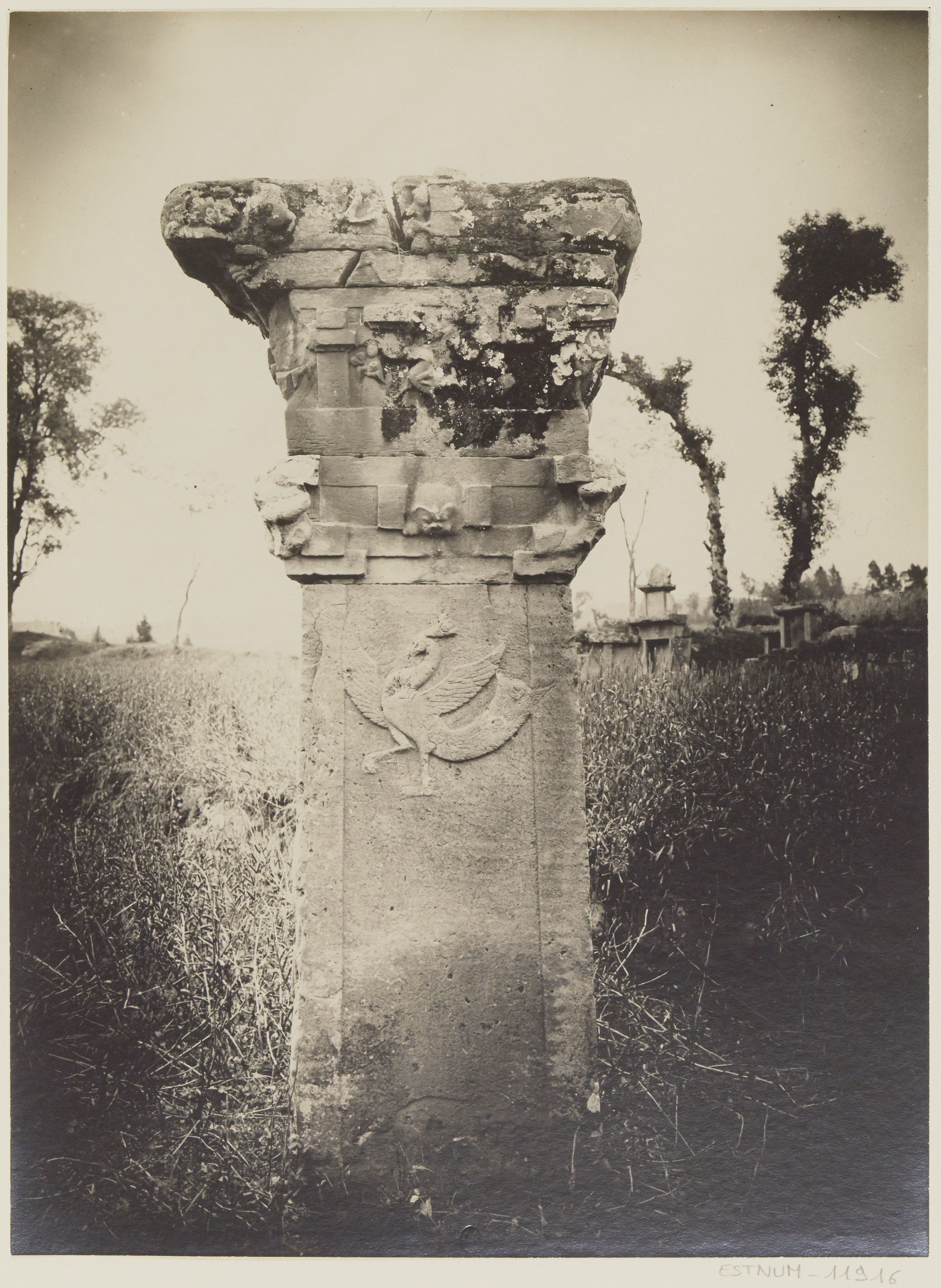
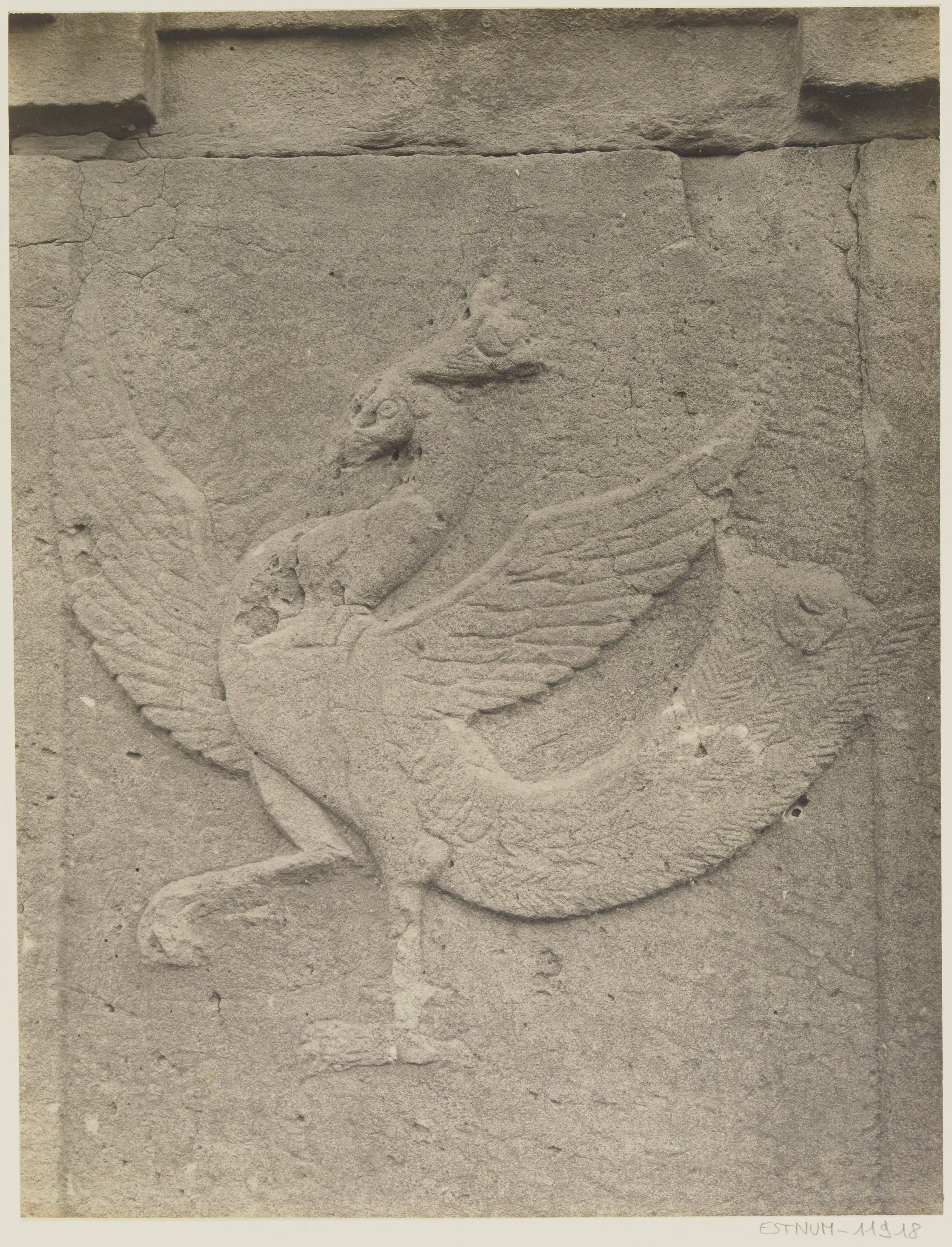
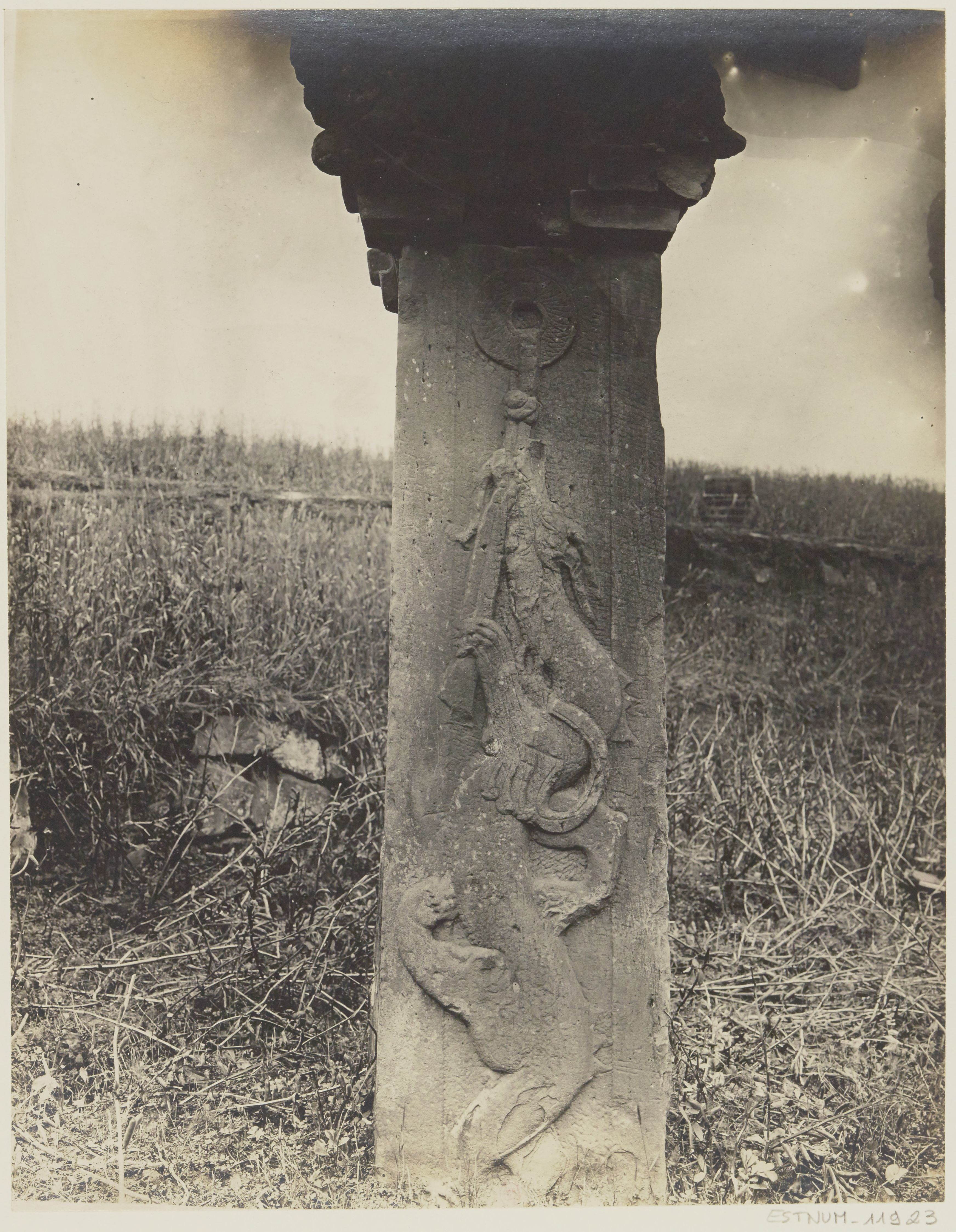